# Variașu Mic
Variașu Mic (węg. Kisvarjas) – wieś w Rumunii, w okręgu Arad, w gminie Iratoșu. W 2011 roku liczyła 133 mieszkańców. 